# 任延波
任延波，中國人民武裝警察部隊武警少將。歷任新疆武警兵团总队政委，长期在武警山东省总队任职，曾任该总队政治部副主任、主任，总队副政委。